# تیتوف (دهانه)
تیتوف یک دهانه برخوردی در ماه‌ است.

## دهانه‌های اقماری
این دهانه ۱ دهانه اقماری دارد.
| Titov | عرض جغرافیایی | طول جغرافیایی | قطر          |
| ----- | ------------- | ------------- | ------------ |
| E     | ۲۹.۱° N       | ۱۵۳.۹° E      | ۲۲.۰ کیلومتر |